# 邮件 (Windows)
邮件（英語：Mail，也称邮件应用或Windows邮件应用），為Microsoft Windows操作系统从Windows 8开始内置的电子邮件客户端。作为微软Metro设计接口理念的一部分，邮件是起源自Microsoft Office的Outlook程序的三应用之一，另两者是日历与人脉应用。
Windows Live Mail可以作为一款独立软件安装在Windows 8和Windows 8.1。邮件与Windows Live Mail不存在共用的代码库，也不存在相同的架构基础。不过，邮件使用与Outlook.com和微软网页邮箱服务类似的设计理念。

## 功能

### 发送和接收电子邮件[4]
邮件应用是Windows设计理念中用来完成发送与接收电子邮件的主要组件。邮件应用已预先配置了一些流行的电子邮件服务器，例如：Outlook.com、Exchange、Gmail等。邮件应用也支持IMAP配置，但不直接支持POP。